# Arcyptera alzonai
Arcyptera alzonai är en insektsart som beskrevs av Capra 1938. Arcyptera alzonai ingår i släktet Arcyptera och familjen gräshoppor. Inga underarter finns listade i Catalogue of Life.